# Bjeloševina (gmina Pljevlja)
Bjeloševina (cyr. Бјелошевина) – wieś w Czarnogórze, w gminie Pljevlja. W 2011 roku liczyła 14 mieszkańców.